# Hősök tere
A Hősök tere Budapest legtágasabb, legnagyobb hatású tere a XIV. kerületben, itt található a Millenniumi emlékmű. A Hősök tere az előtte fekvő Andrássy úttal együtt a világörökség része.

## Fekvése
Az Andrássy út tengelyében, a Városliget nyugati oldalánál fekszik. Az Andrássy út a belvárossal köti össze Terézvárost átszelve.
Határai: Millenniumi emlékmű, Szépművészeti Múzeum, Műcsarnok, Dózsa György út 37. és 39.
Közvetlen a tér alatt fut az M1-es metróvonal, aminek a Hősök tere állomása a tér nyugati felében található.

## Története

### A Gloriette

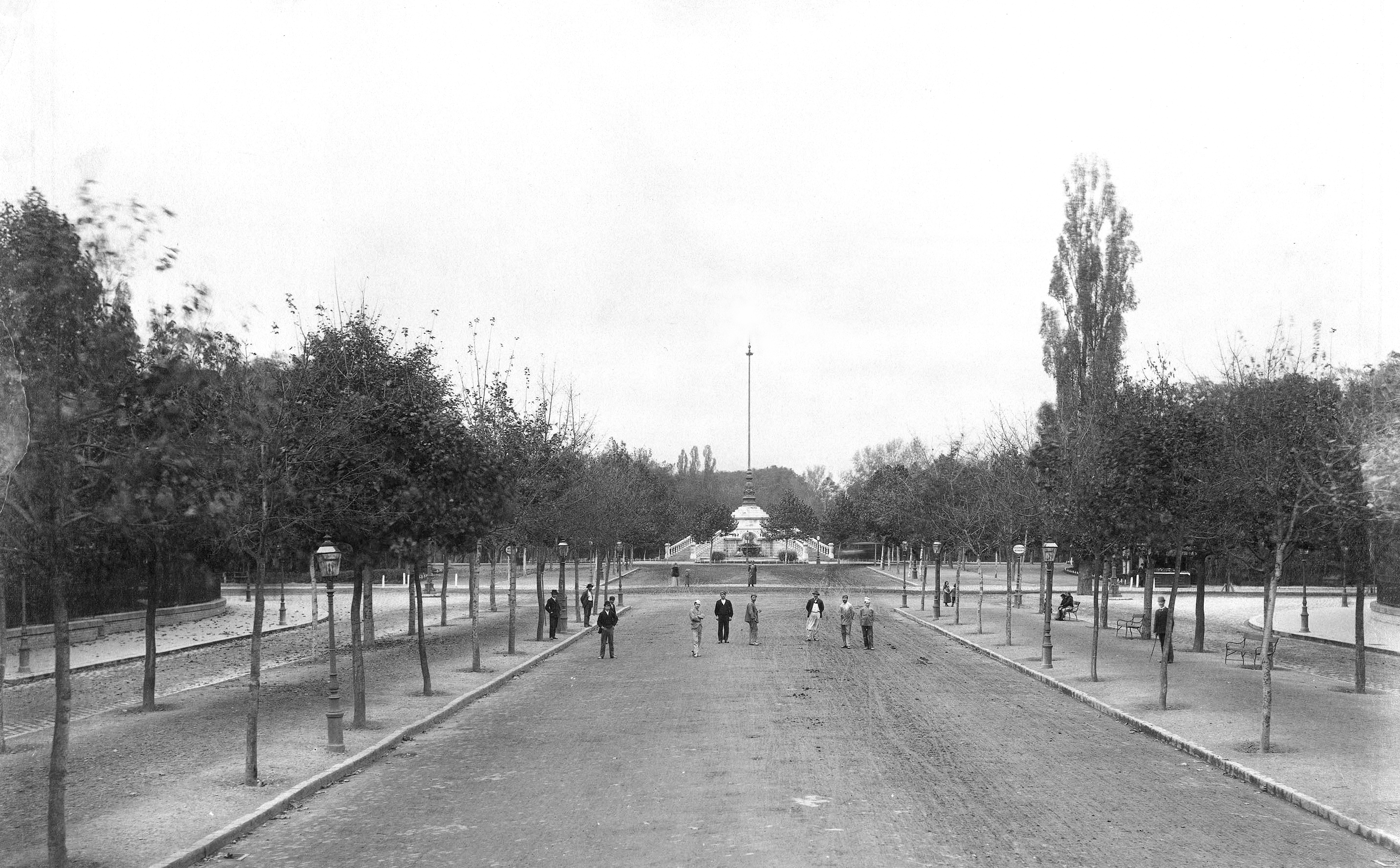
A mai tér közepén állt a Gloriette (1890-es évek)

Az Andrássy út végén 1894-ben még egy Ybl Miklós által tervezett ivókút állt. A hévizes kutat Zsigmondy Vilmos kezdte fúrni. A fúrás helyét a mai Hősök terén lévő, az Árpád fejedelem lovas szobra előtti területen jelölték ki. „A munkához szükséges fúrház, gép és kazán felállítása után, melyet az akna mélyítése és iránycső beépítése követett, a tulajdonképpeni fúrás 1868. november 15-én kezdődött." Végül 1877. június 4-én talált rá a 74 fokos hévízre 970 méter mélyen. A kút fölé egyszerű építményt építettek. 1884-ben lebontották és helyette megint csak Ybl Miklós tervei alapján díszkút épült. A Gloriette nevű építmény egy 2,5 m magas, hatszögletű, balusztrádos korláttal keretezett terasz volt, aminek a közepén egy 24 m magas zászlótartó rúd állt és két oldalról lépcső vezetett fel.
A kutat ma a Hősök emlékköve mögötti fémlap rejti, rajta a felirat „E helyen fakasztott 74-c fokú, percenként 831 liter hozamú hőforrást tudományos vizsgálatai alapján végzett 971 méter mély fúrással 1878. I. 21‑én Zsigmondy Vilmos bányamérnök. E ma is működő forrás tette lehetővé a városligeti artézi fürdő létesítését.”  Az 1880-as évek elején jött létre a fürdő. A mai fürdő épületét 1913. június 16-án adták át és az egyszerű Artézi-fürdőről Széchenyi fürdőre nevezték át. A fürdő második kútját 1936-ban fúrták Pávai-Vajna Ferenc vezetésével. Ekkor az 1240 méter mély kútból Európa legmelegebb,  77 °C hőmérsékleteű hévízforrása tört fel.

### Millennium
1895-ben megszületett a döntés, hogy a Széchenyi-hegyre felköltöztetett Gloriette helyén egy millenniumi emlékművet, egy Nemzeti pantheont kell építeni. Wekerle Sándor miniszterelnök Zala György szobrászt és Schickedanz Albert építészt bízta meg a feladattal. A két oszlopcsarnok később készült el és a királyszobrokat csak 1905 és 1911 között készítették és helyezték el bennük. Eredetileg 14 magyar uralkodó szobra állt az emlékműben.
A Tanácsköztársaság alatt, 1919. május 1-jén az egész építményt vörös drapériával takarták le, Gábriel arkangyal szobrát obeliszkké alakították, és eléje Marx 7 méteres gipszből öntött alakját állították. A Habsburg királyok (I. Ferdinánd, III. Károly, Mária Terézia, II. Lipót és Ferenc József) szobrát kiemelték és Vignali Rafael öntödei vállalatához szállították. Ekkor tört össze az eredeti Ferenc József szobor, amelyet pár ún. proletár vert szét. A két világháború között ezeket a szobrokat ismét felállították. Az új Ferenc József-szobor (immár nem katonaruhában, hanem koronázási ruhában, azonban korona nélkül) 1926-ra készült el.
A monumentális mű a magyarság nagyságát, ezeréves államiságát jelképezi.

### Hősök tere

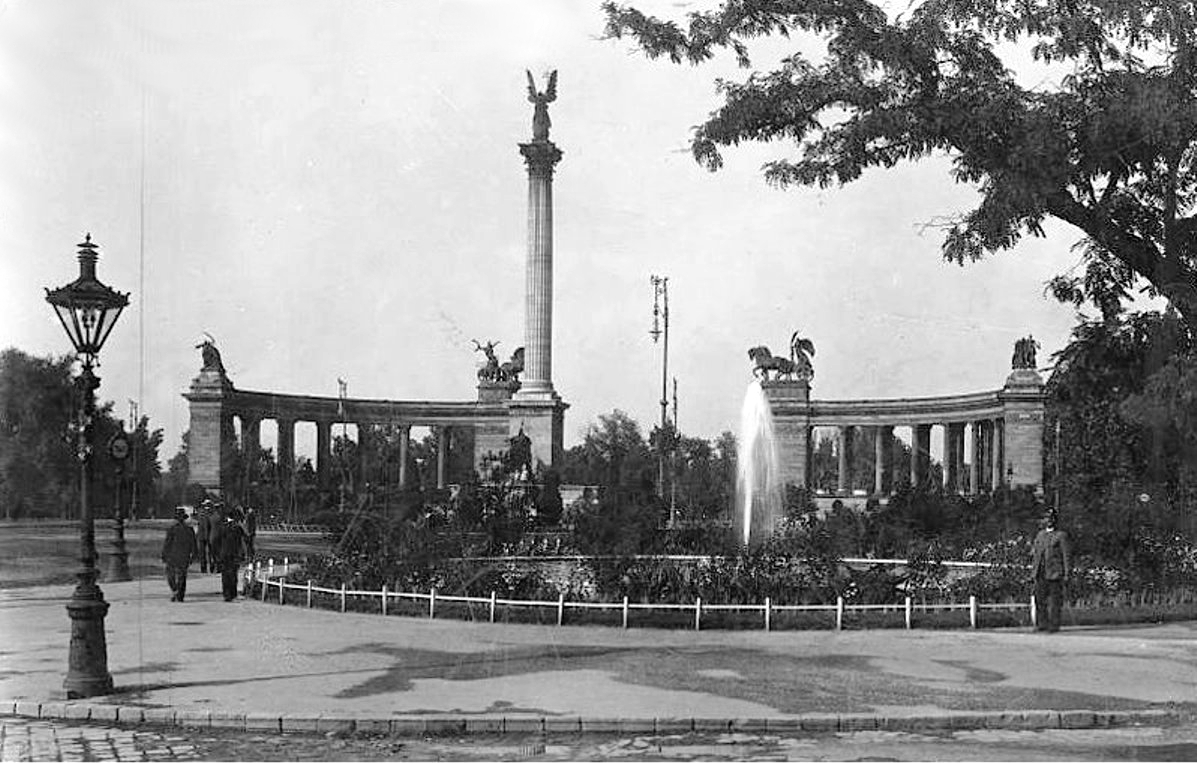
A Hősök tere 1925-ben

1929-ben helyezték el a téren a Hősök emlékkövét (akkoriban „Nemzeti Hősök Országos Emlékköve” volt a neve), amelyet már 1917 óta terveztek felállítani a első világháborús Magyar hősök emlékünnepe méltó jelképeként. A hosszas pályáztatás és pénzhiány miatt végül egy egyszerű kőtömb került a tér közepére, a Gloriette korábbi helyére, amit Horthy Miklós kormányzó javasolt. Az I. András magyar király szarkofágjára emlékeztető emlékkövet Lechner Jenő készítette: 6,5 méter hosszú, 3 méter széles és 1,3 méter magas volt, budakalászi mészkőből készült, a tetején kereszttel, az Andrássy út felé néző lapján az „1914–1918”, míg az Árpád vezér szobra felé nézőn  „AZ EZERÉVES HATÁROKÉRT” felirattal. Bár a kőtömb egy félkörben lesüllyesztett keretben került a térre, Zala György szobrász szerint, az kitakarta Árpád vezér szobrát, és stílusában sem tartotta odaillőnek. Az emlékkövet a Millenniumi emlékművel egyszerre avatták fel 1929. május 26-án, a Magyar hősök emlékünnepén.
A teret 1932-ben nevezték el „Hősök terének”. Ekkor még virágágyások díszítették, de a 34. Eucharisztikus világkongresszusra (1938) készülve lekövezték, és az Árpád vezér szobor előtti rész díszburkolatot kapott a ma is látható motívumokkal, kb. 20 méter szélességben a tér széléig (ezt később megváltoztatták, más motívumok kerültek a helyére, 1958/1959-ben, és végül csak a teljes tér díszburkolásakor állították vissza az eredetit, 1980 körül).
A második világháború alatt az emlékmű is bombatalálatot kapott, II. Lipót szobra teljesen megsemmisült, Mária Terézia szobra deréktól lefele megrongálódott, Ferenc József szobra kiesett a helyéről és a feje behorpadt. Az emlékkő is megsérült, de azt politikai okok miatt távolították el 1951-ben. 

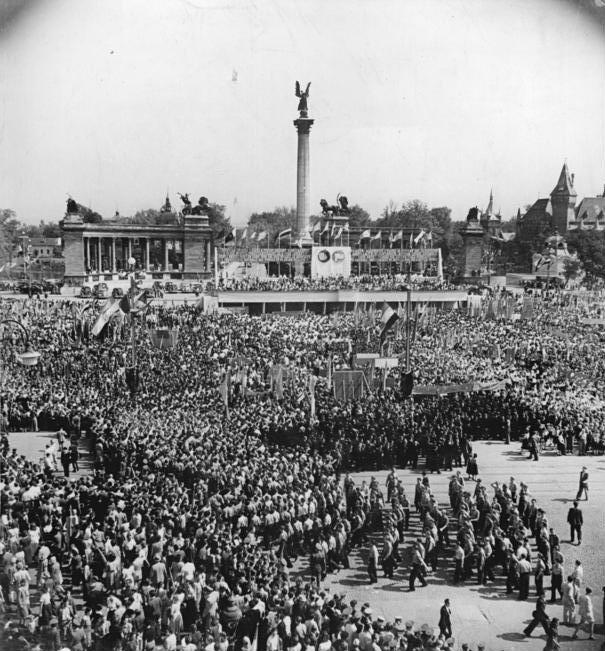
A Világifjúsági és diáktalálkozó 1949-ben

A kommunista diktatúra alatt az emlékművet átalakították, hogy megfeleljen a korabeli politikai nézeteknek. A Rákosi-korszakban egyes tervek szerint legszívesebben az egészet elbontották volna, túlzott hazafias volta miatt. Végül is csupán a Habsburg uralkodók szobrait cserélték le: I. Ferdinánd helyett Bocskai István, III. Károly helyett Bethlen Gábor, Mária Terézia helyett Thököly Imre, II. Lipót helyett II. Rákóczi Ferenc, Ferenc József helyett pedig Kossuth Lajos szobra került ki. A lecserélt szobrok a Budapesti Történeti Múzeum Kiscelli Múzeumának raktárába kerültek, majd onnan Sülysápra szállították. 2002-ben az újraalkotott, előtte sérült Mária Terézia szobrot a Szépművészeti Múzeumban helyezték el, 2011-ben Gödöllőre, a kastély kertjébe szállították a Barokk Évben. 2006-ban Ferenc József, III. Károly, és I. Ferdinánd szobrát szintén elhozták Sülysápról, és restaurálás után valahol a Szépművészeti Múzeum előtt fogják felállítani.
A Hősök tere gyakori helyszíne a tömegrendezvényeknek, tüntetéseknek és a politikai nagygyűléseknek.
 1989. június 16-án itt zajlott Nagy Imre és mártírtársai újratemetés előtti felravatalozása. 1991. augusztus 20-án Szent II. János Pál pápa szentmisét pontifikált a téren, amelyen kb. 200 000 ember vett részt. 2008 óta itt tartják évente a Nemzeti Vágtát. 2021 szeptemberében ismét Magyarország adott otthont az 52. Nemzetközi Eucharisztikus Kongresszusnak, amelynek egyik fő helyszíne a Hősök tere volt. A szeptember 12-én tartott zárómisét Ferenc pápa celebrálta.

## Látnivalók
A tér közepén áll a Millenniumi emlékmű, a 36 méter magas oszlop tetején Gábriel arkangyallal, a talapzaton a hét vezér lovasszobrai Árpád fejedelemmel az élen. Mellette balra (hátulról előre) Tétény, Ond, Kond, jobbra pedig (hátulról előre) Tas, Huba, Előd. Mindegyik bronzszobor Zala György alkotása.
A központi oszlop és szoborcsoport mögött két oszlopcsarnok (kolonnád) található. A bal oldali oszlopcsarnok szobrai (balról jobbra): 
- Szent István (alkotó: Senyei Károly),
- Szent László (alkotó: Telcs Ede),
- Könyves Kálmán (alkotó: Füredi Richárd),
- II. András (alkotó: Senyei Károly),
- IV. Béla (alkotó: Köllő Miklós),
- Károly Róbert (alkotó: Kiss György),
- Nagy Lajos (alkotó: Zala György).

A jobb oldali oszlopcsarnok szobrai (balról jobbra): 
- Hunyadi János (alkotó: Margó Ede),
- Mátyás király (alkotó: Zala György),
- Bocskai István (alkotó: Holló Barnabás),
- Bethlen Gábor (alkotó: ifj. Vastagh György),
- Thököly Imre (alkotó: Grantner Jenő),
- II. Rákóczi Ferenc (alkotó: Kisfaludi Strobl Zsigmond),
- Kossuth Lajos (alkotó: Kisfaludi Strobl Zsigmond).

A kolonnádok szobrai alatt egy-egy dombormű mutat be egy fontos eseményt az adott történelmi alak életéből.
Az oszlopcsarnokok tetején allegorikus figurák láthatók. A bal oldali kolonnád tetején az Andrássy út felé néz a Munka és Jólét szobra, a másik végén pedig a Háború lovas kocsija. A jobb oldali oszlopcsarnokon az Andrássy út felé a Tudás és a Dicsőség alakja, a másik végén, a Háborúval szemben pedig a Béke lovas kocsija áll. A bronzszobrok alkotója szintén Zala György.
A hatalmas tér három fő eleme az 1896-ban épült Műcsarnok, Magyarországon az utolsó, eklektikus stílusban épült, 1906 decemberében átadott Szépművészeti Múzeum és a kettőt vizuálisan összekötő Millenniumi emlékmű – mindhármat Schickedanz Albert tervezte, a múzeumokat Herzog Fülöp Ferenccel közösen. 

### A szobrok

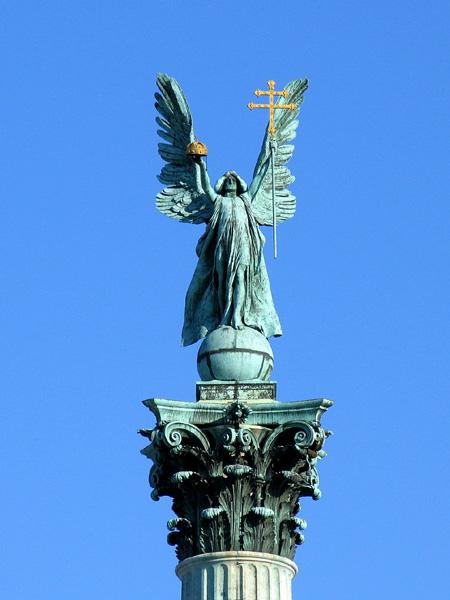
Gábriel arkangyal   szobra

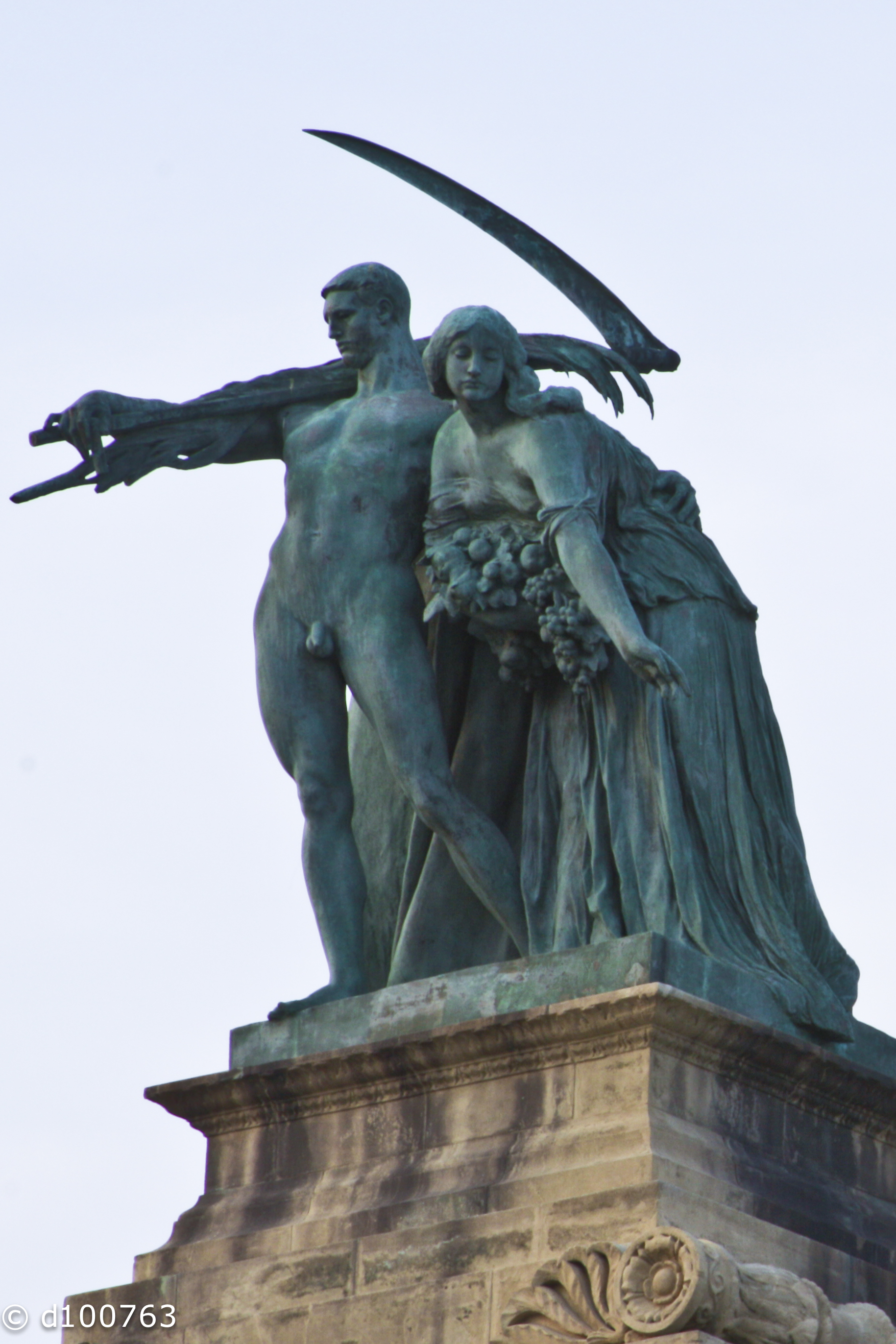
Munka és Jólét szobra
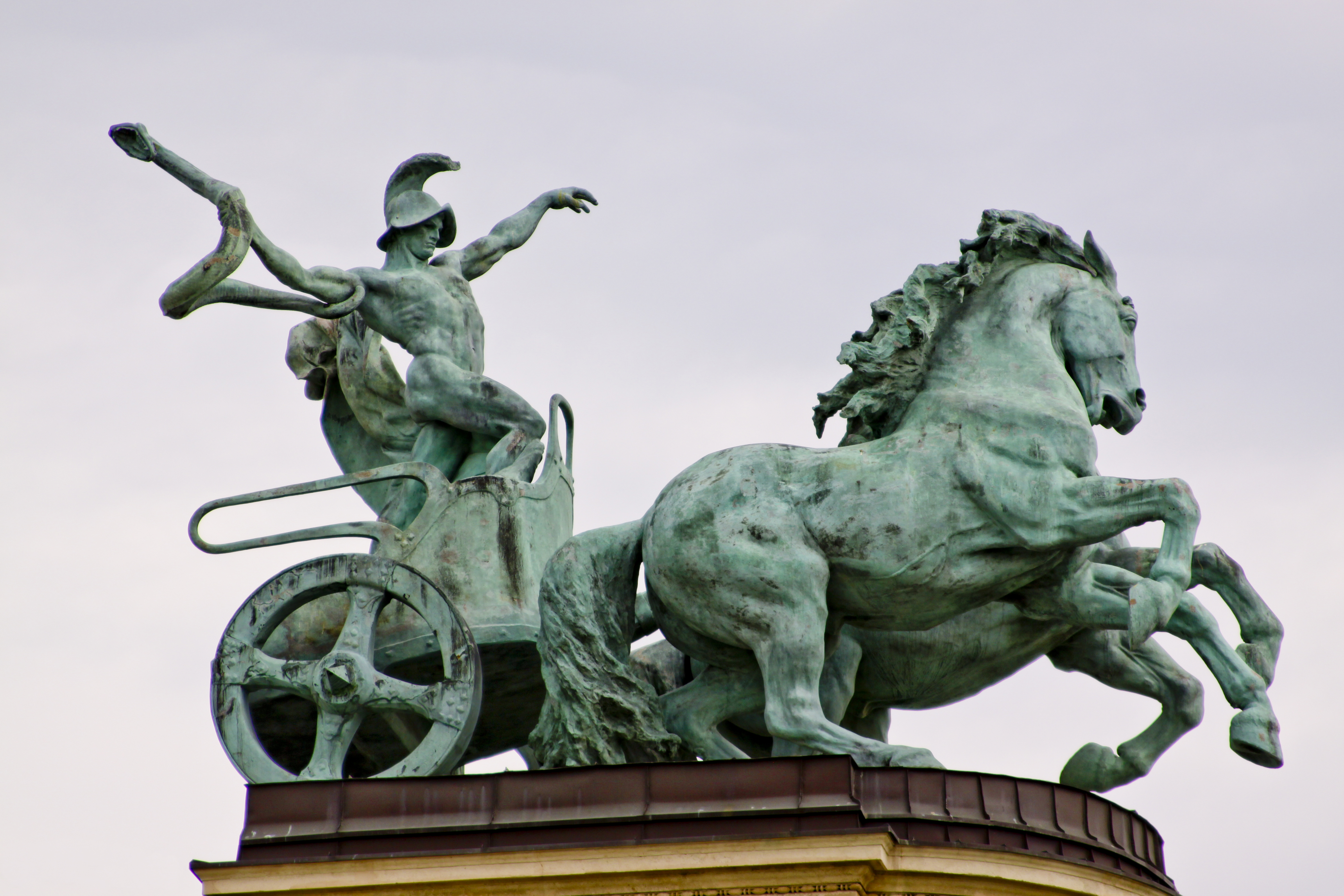
Háború szobra
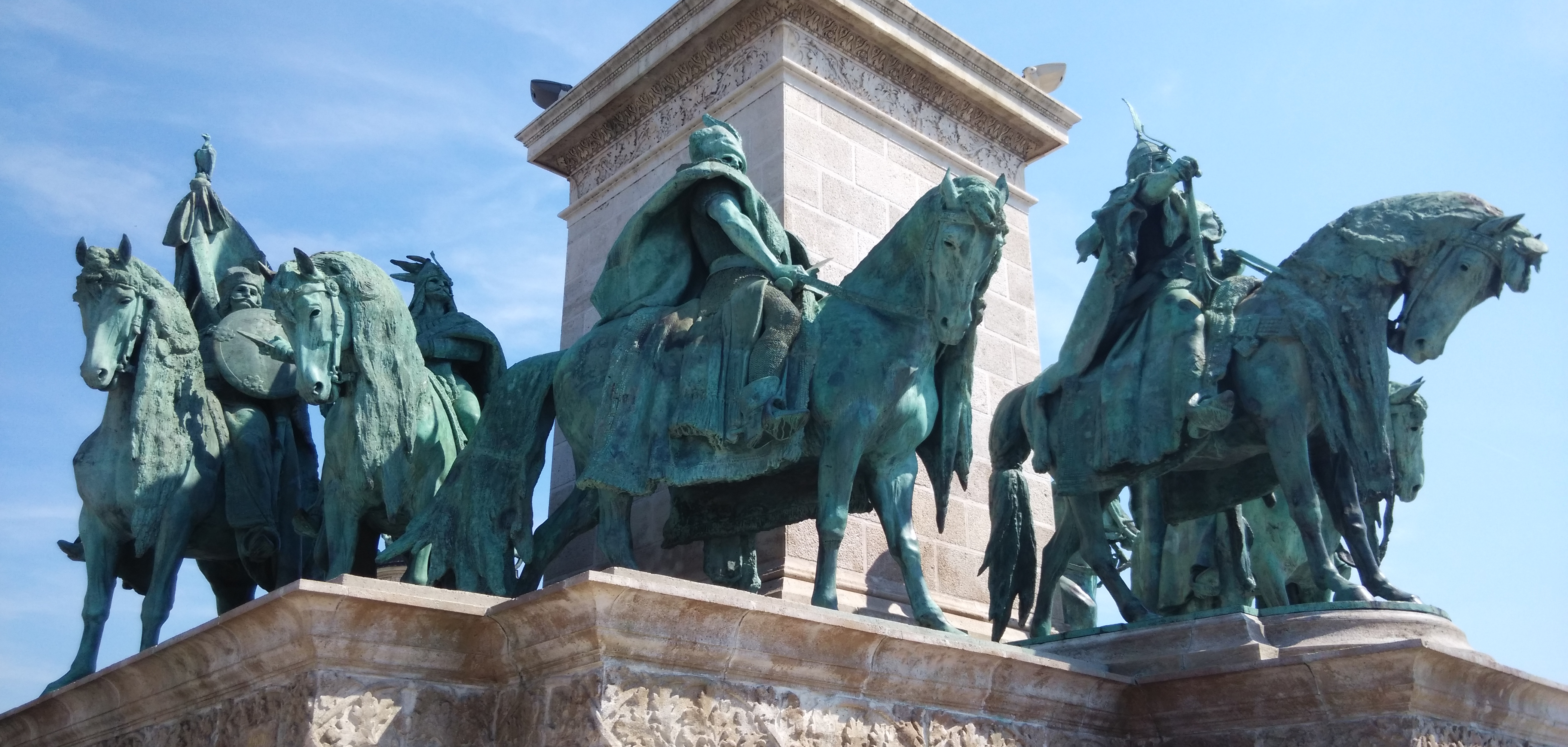
A hét vezér szobrai
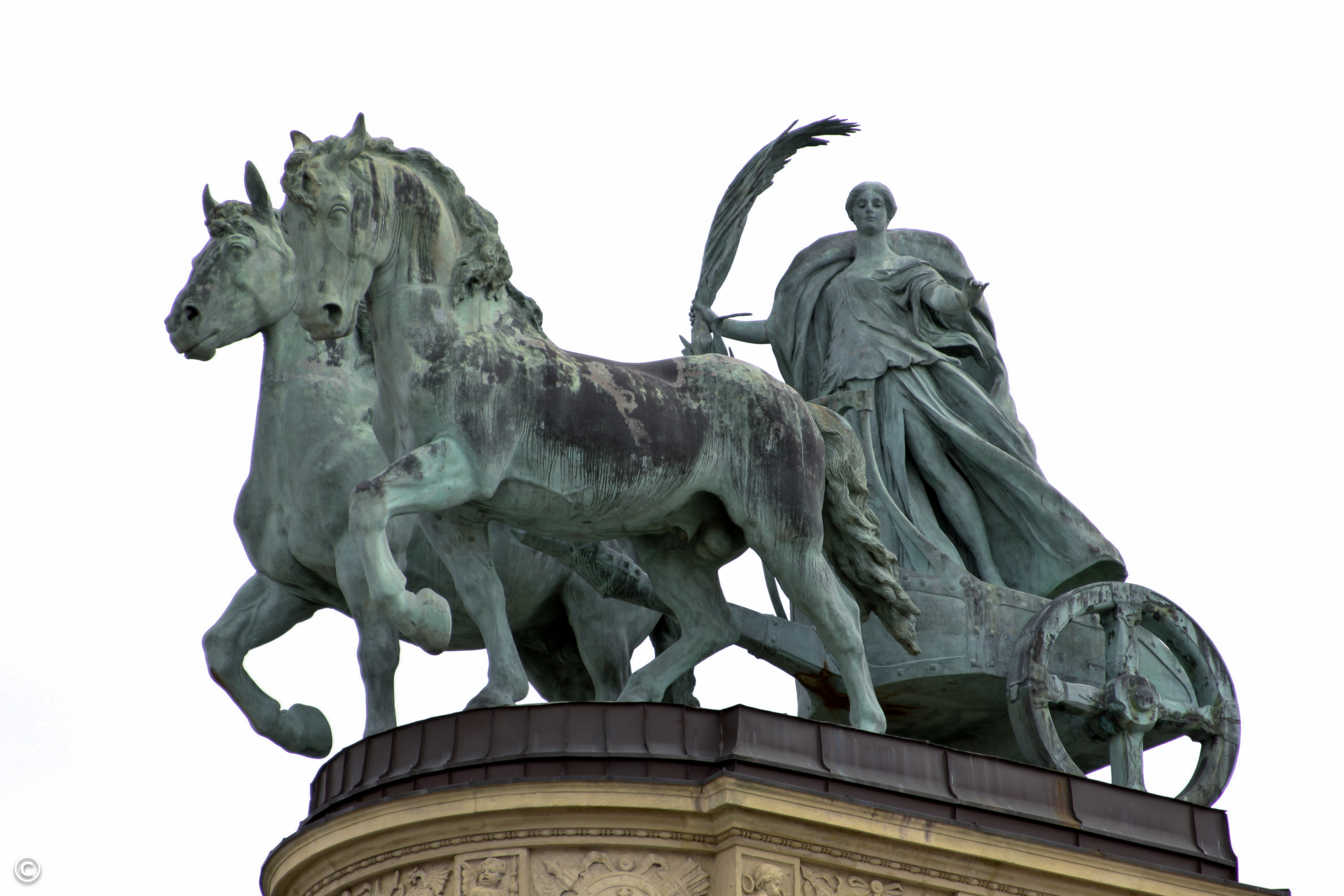
Béke szobra
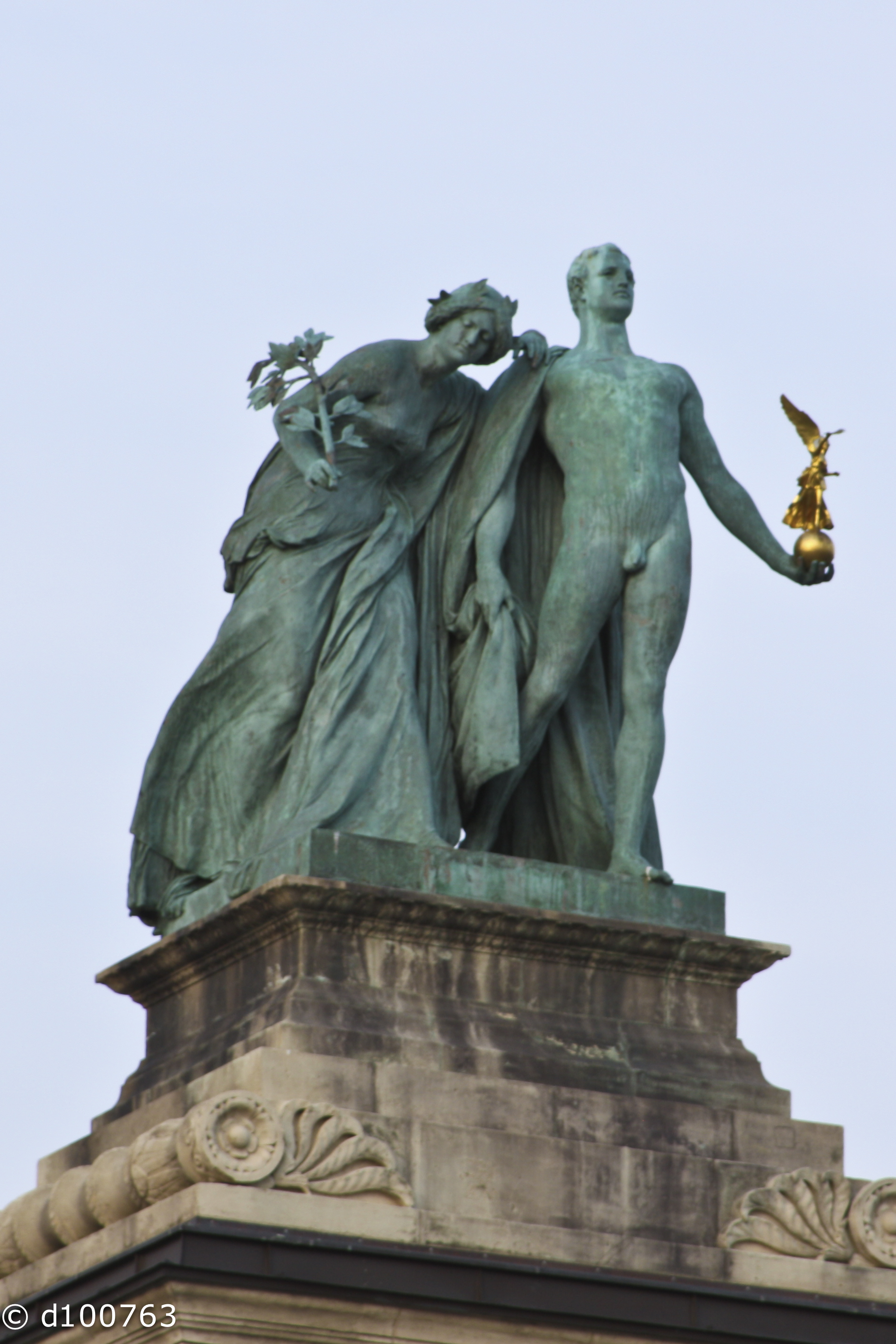
Tudás és Dicsőség szobra

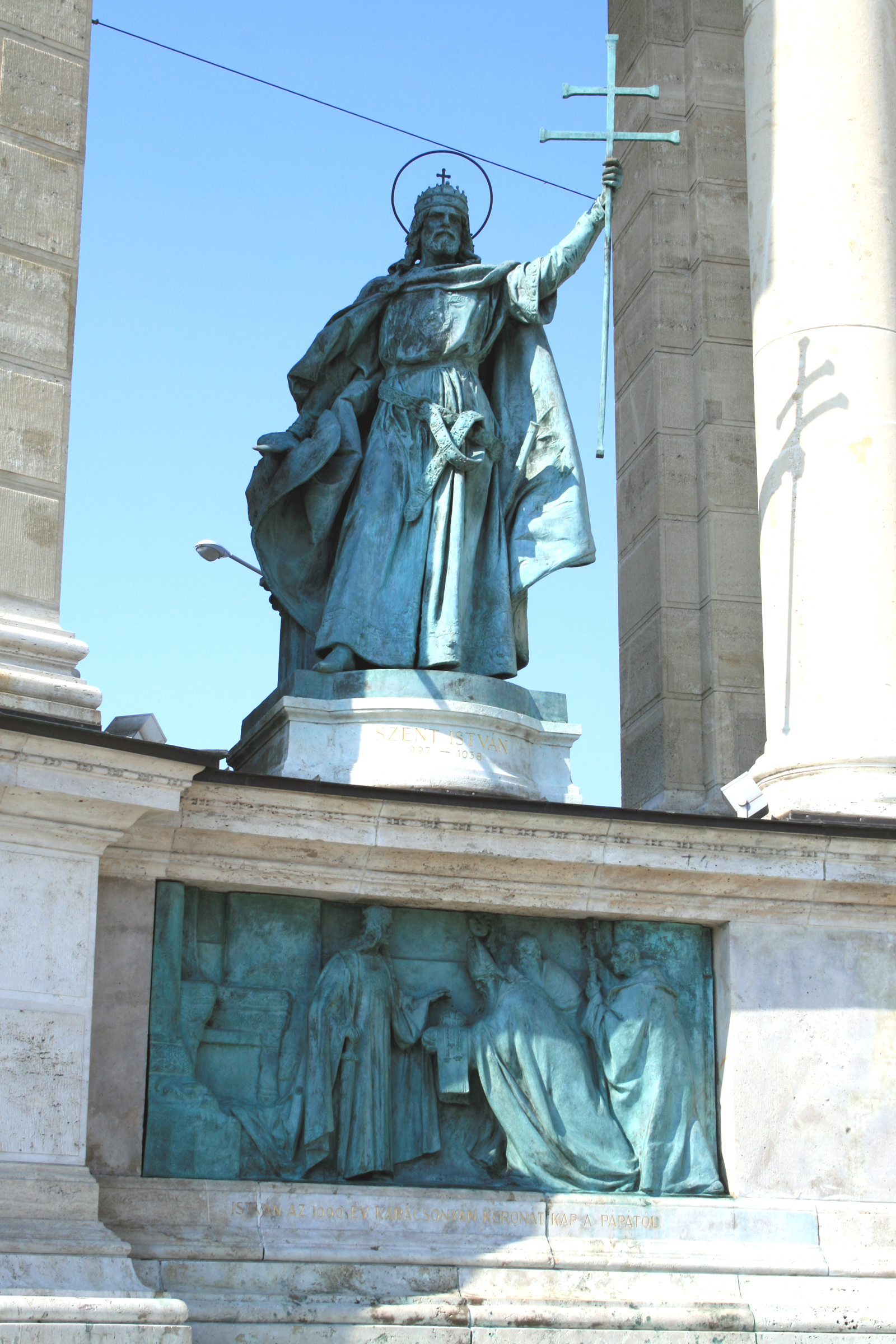
Szent István szobra
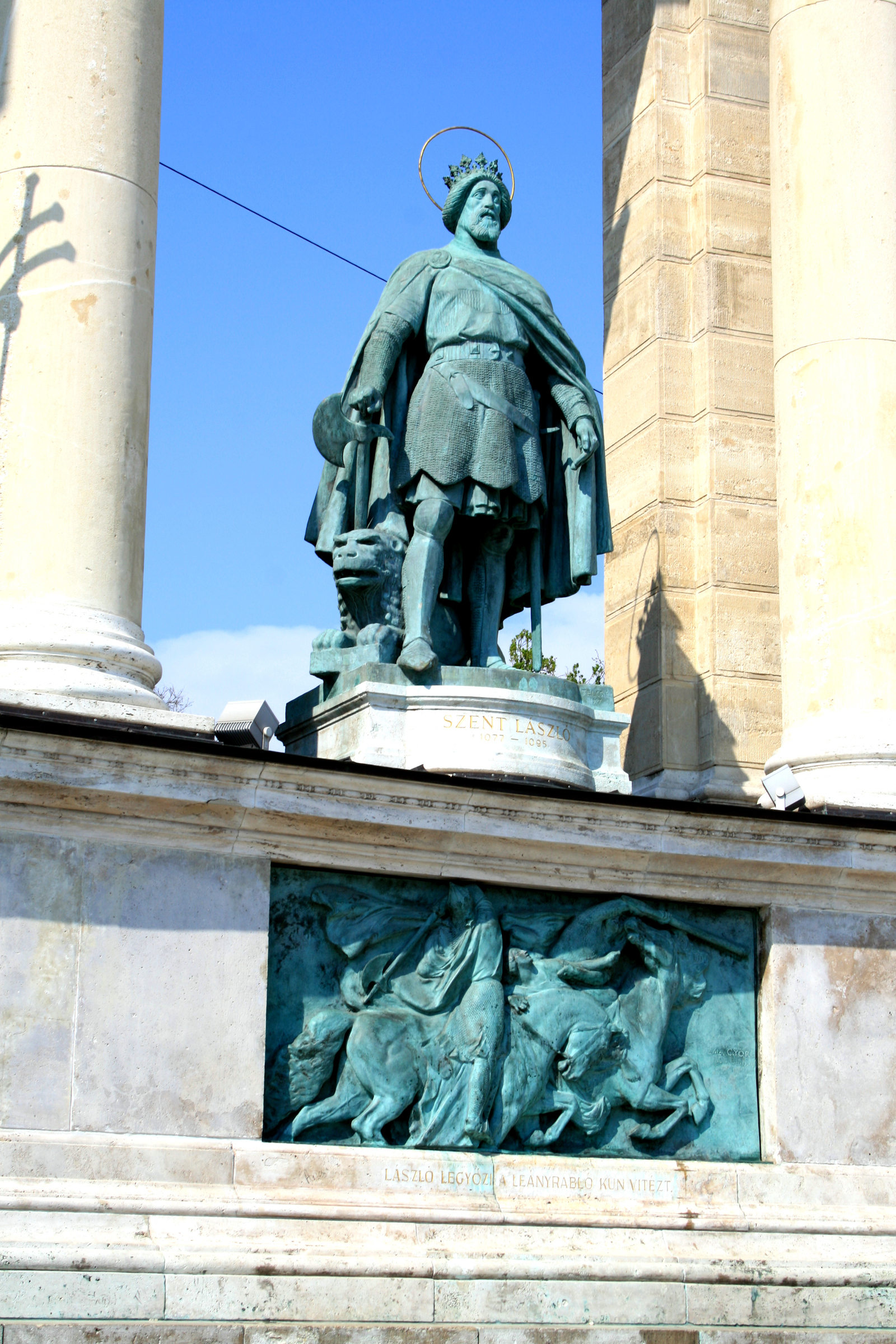
Szent László szobra
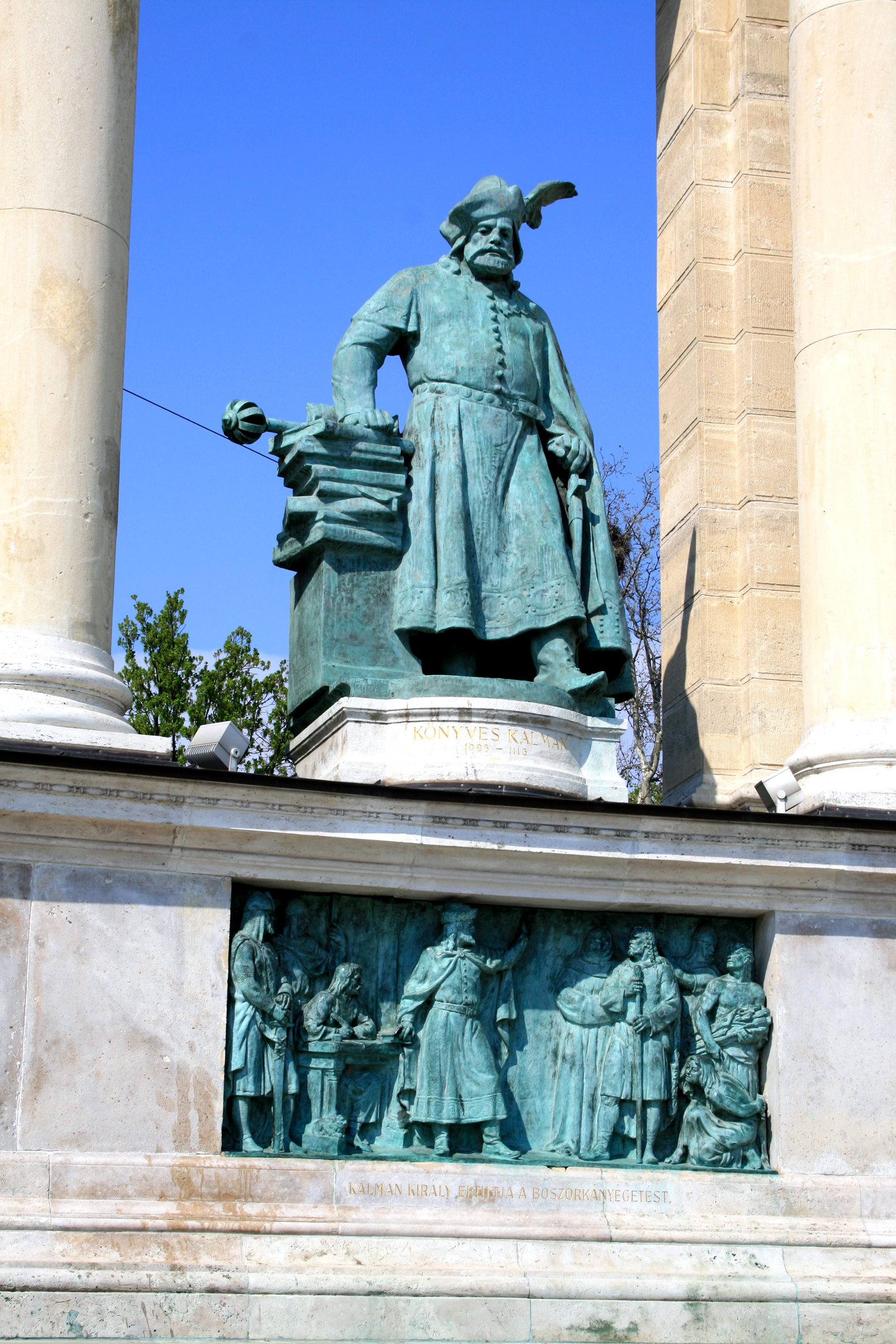
Könyves Kálmán szobra
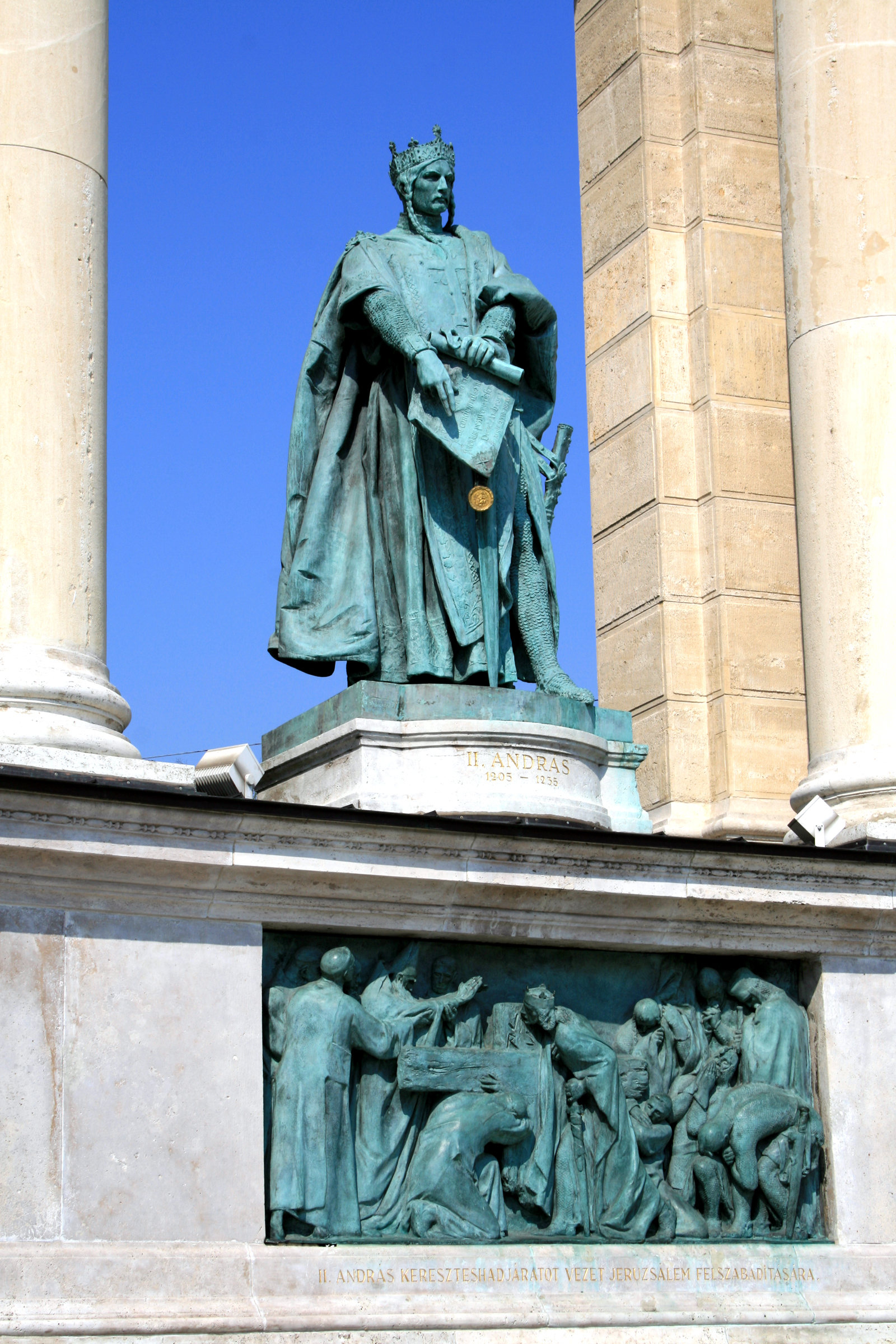
II. András szobra
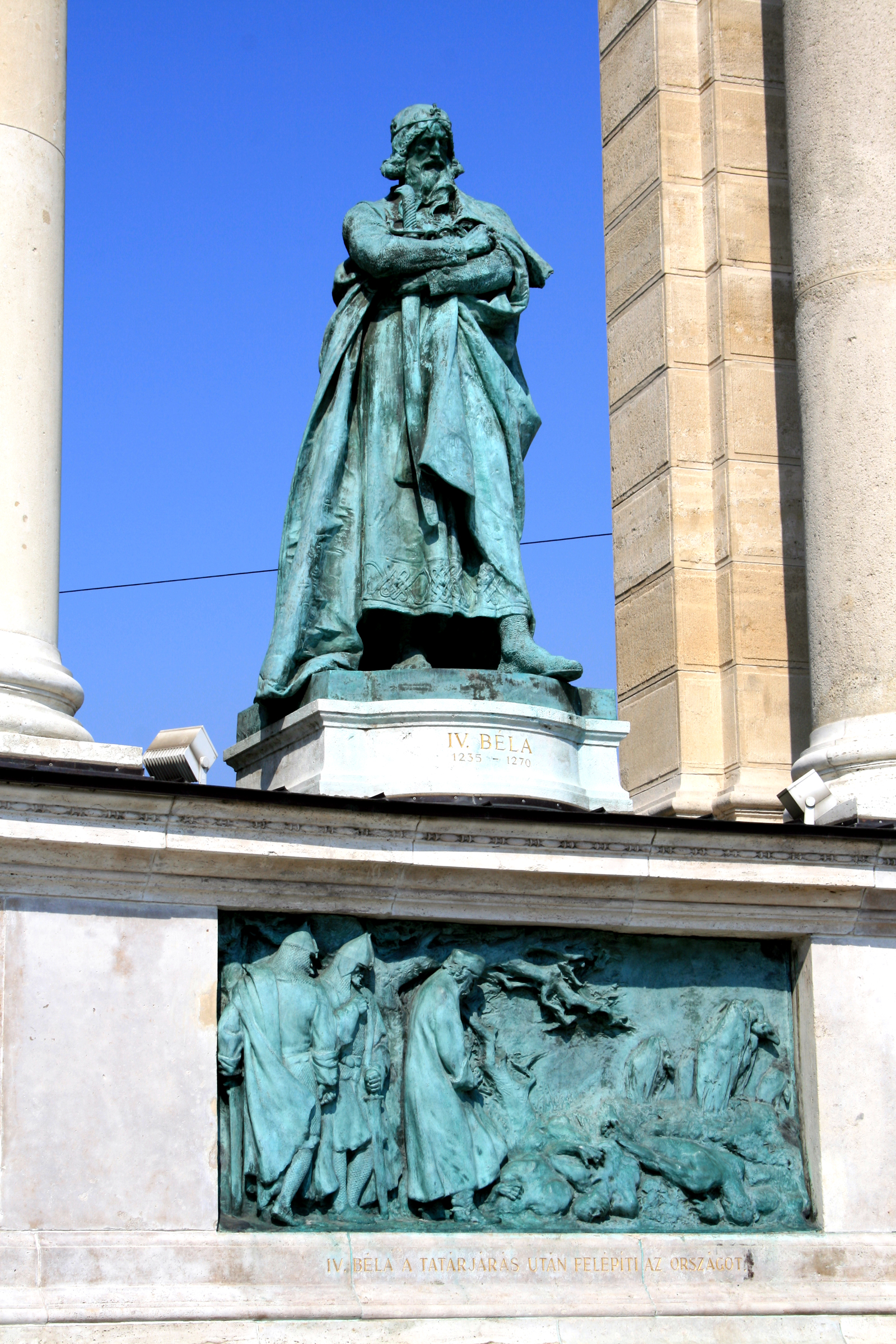
IV. Béla szobra
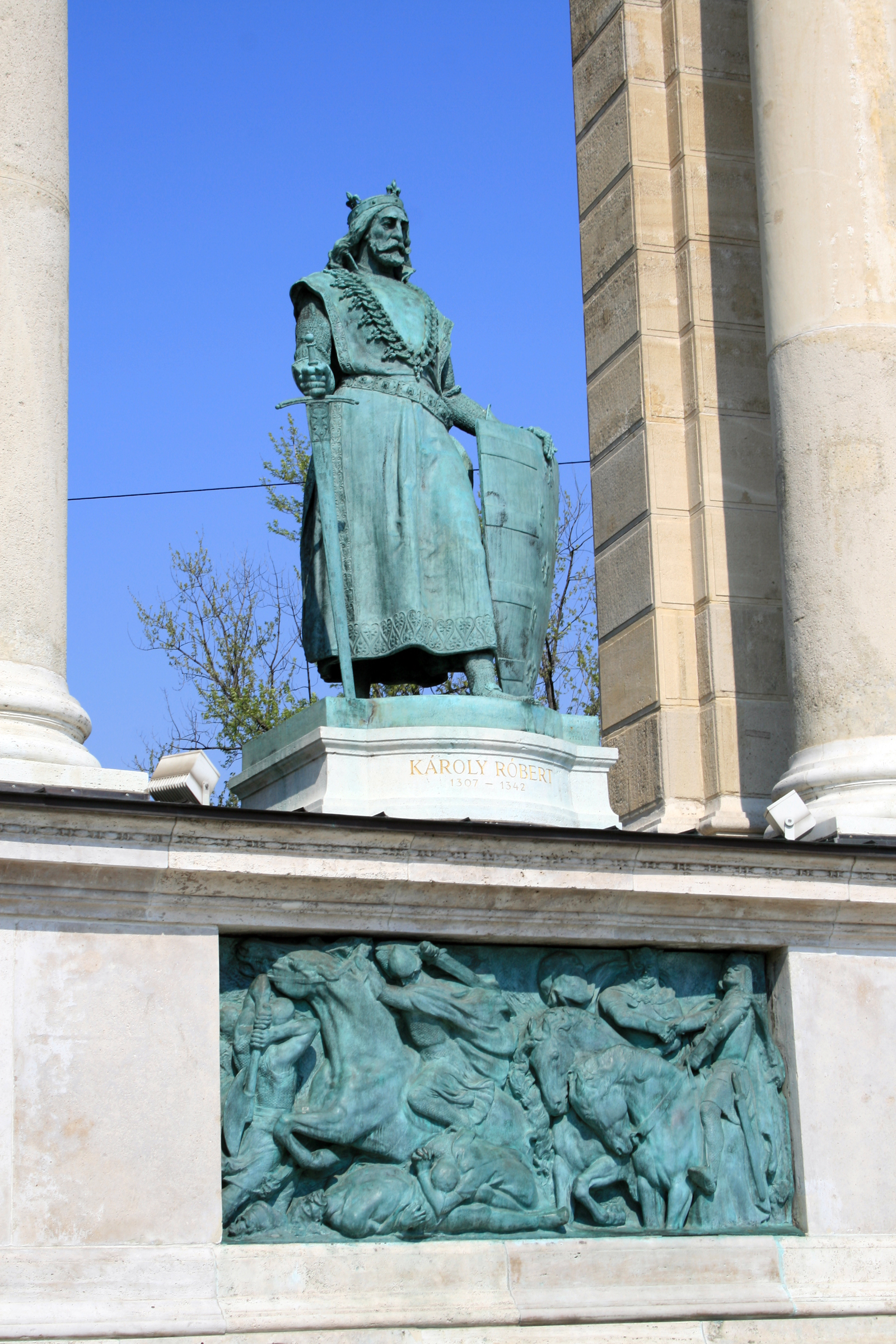
Károly Róbert szobra
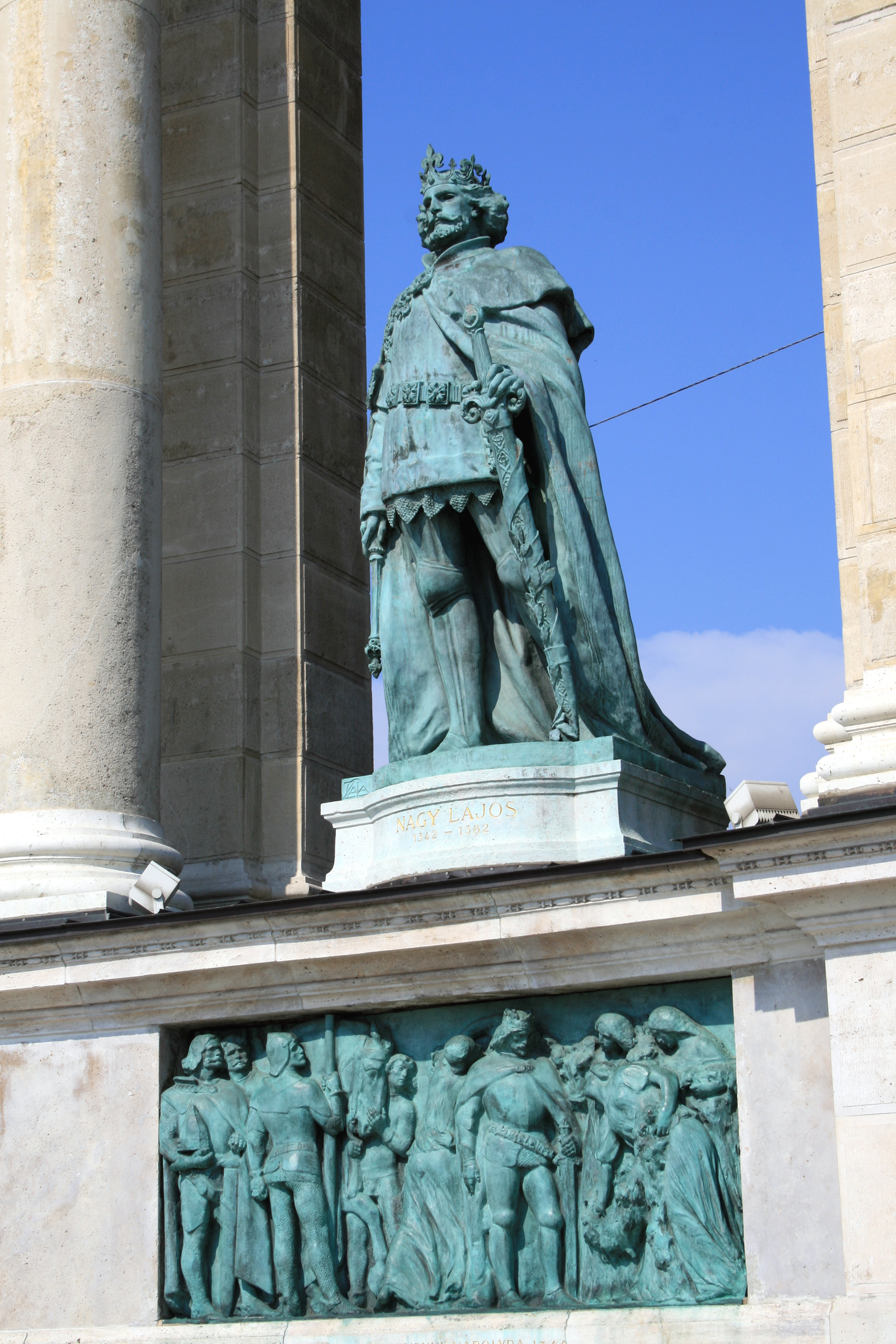
Nagy Lajos szobra

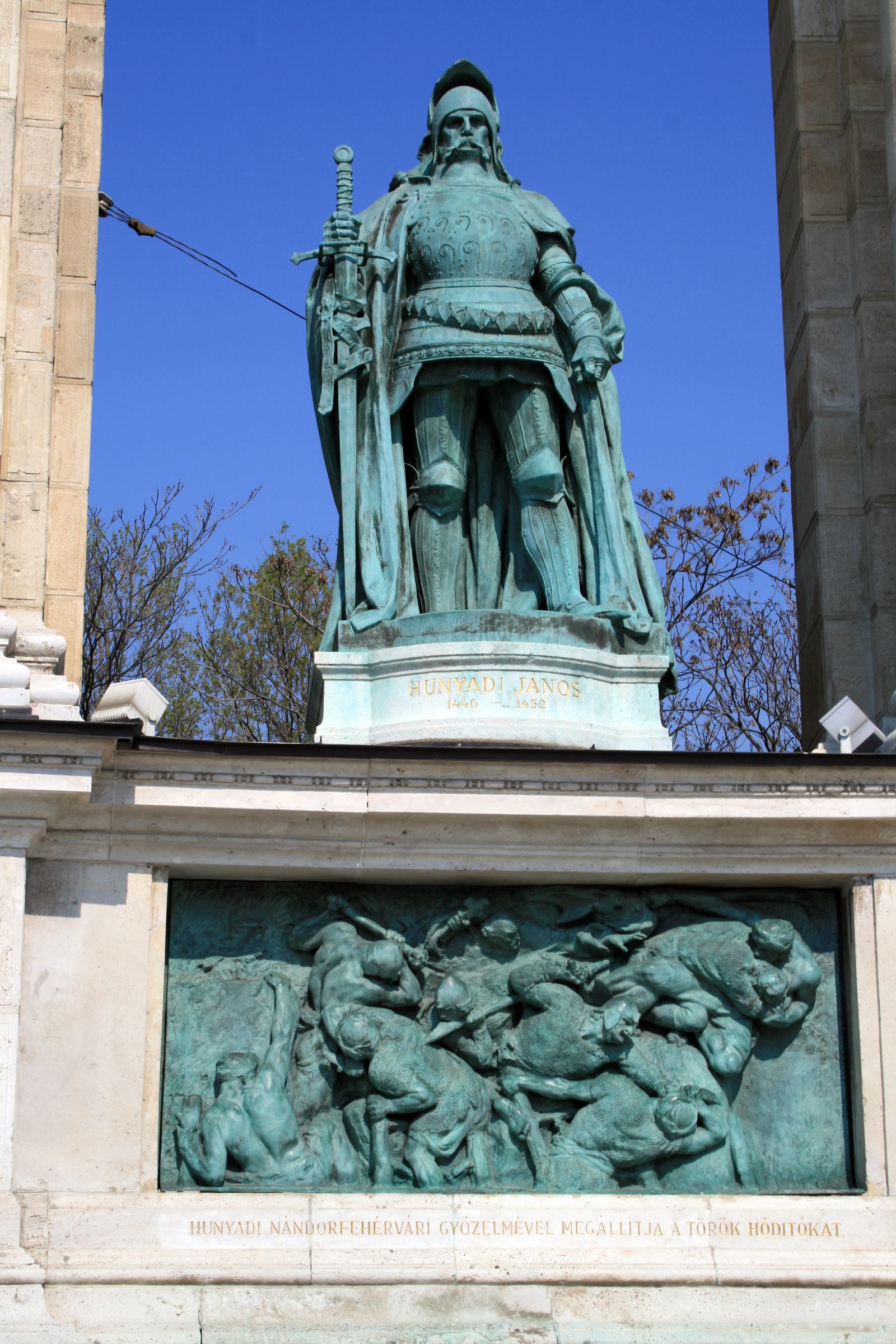
Hunyadi János szobra
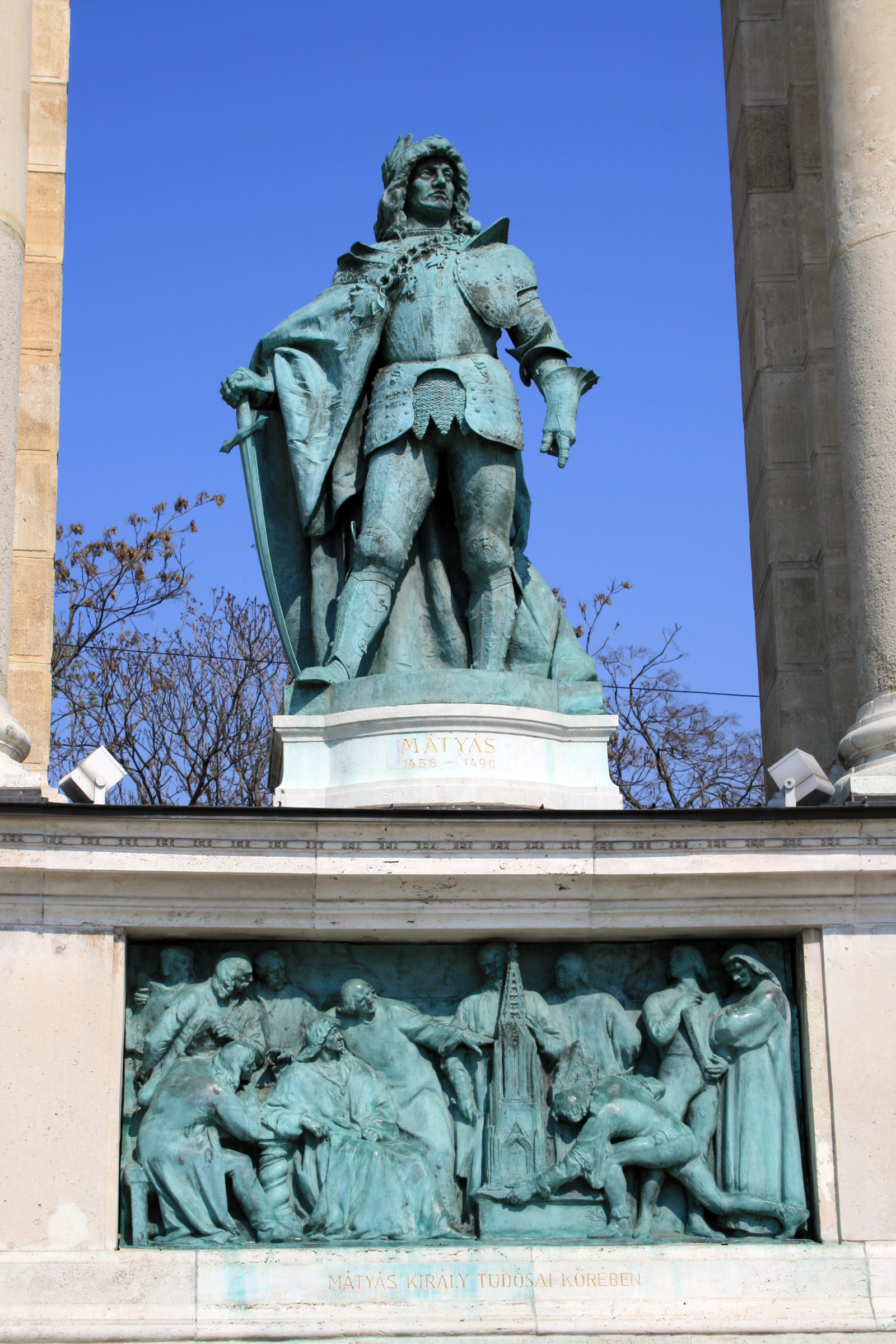
Mátyás szobra
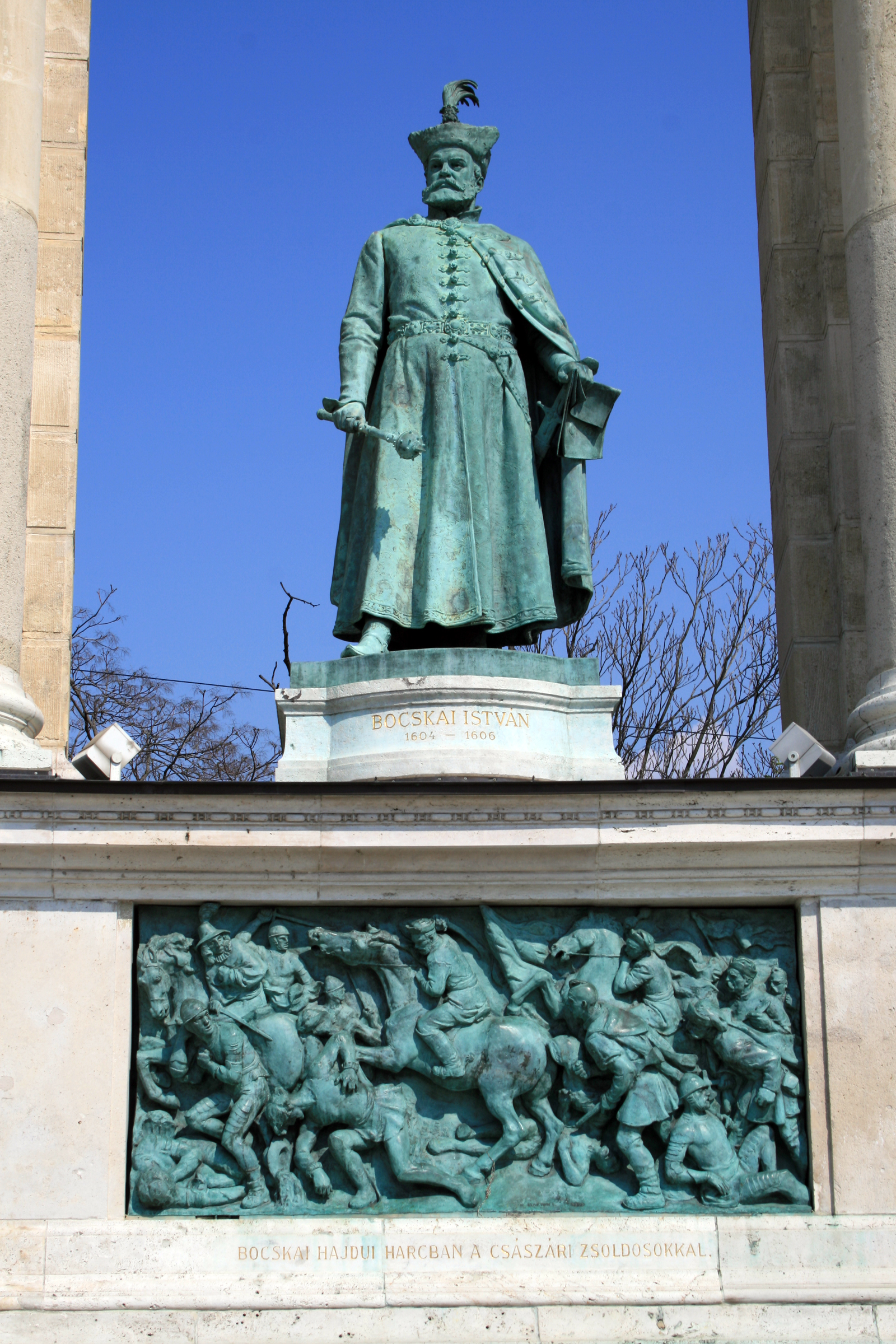
Bocskai István szobra
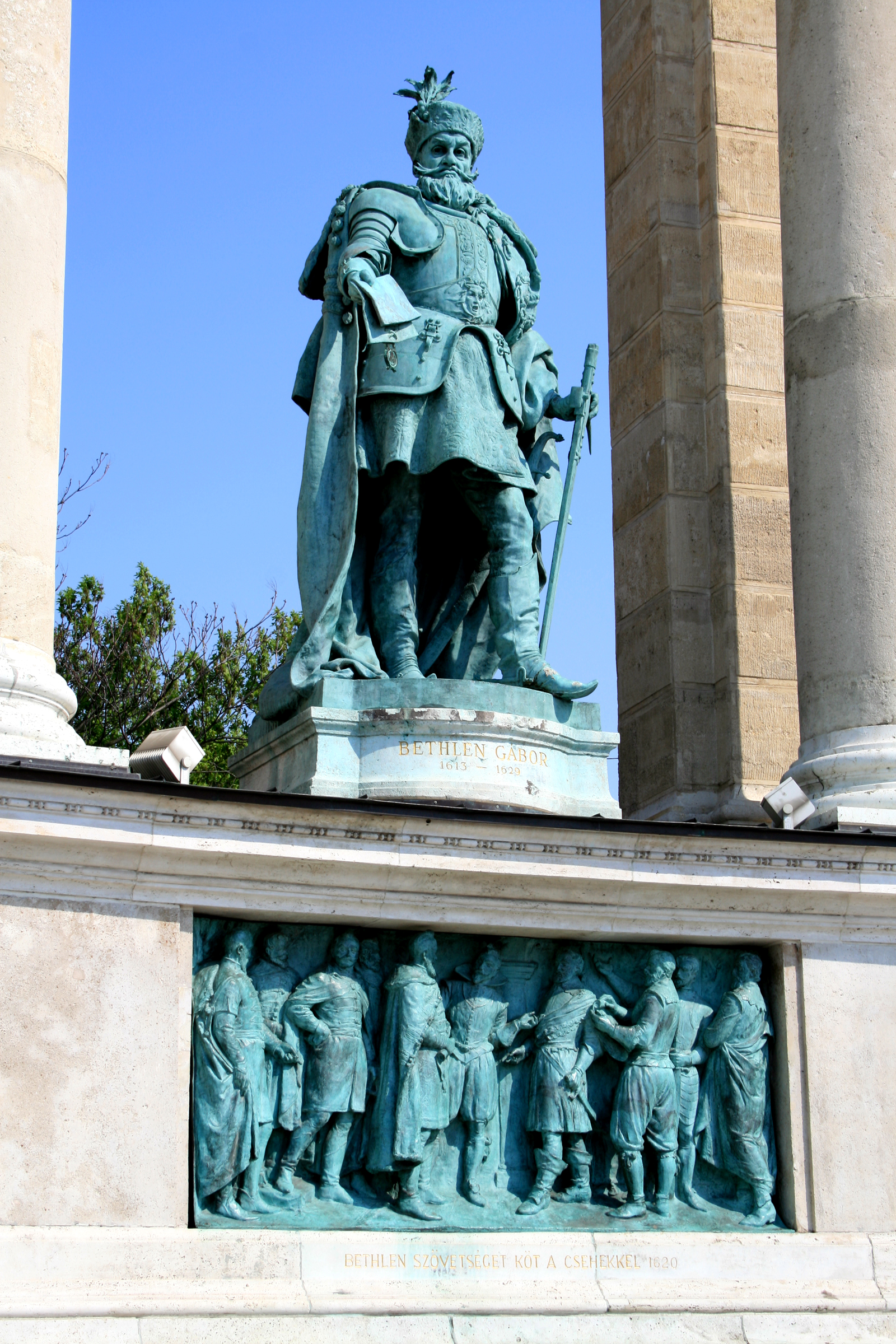
Bethlen Gábor szobra
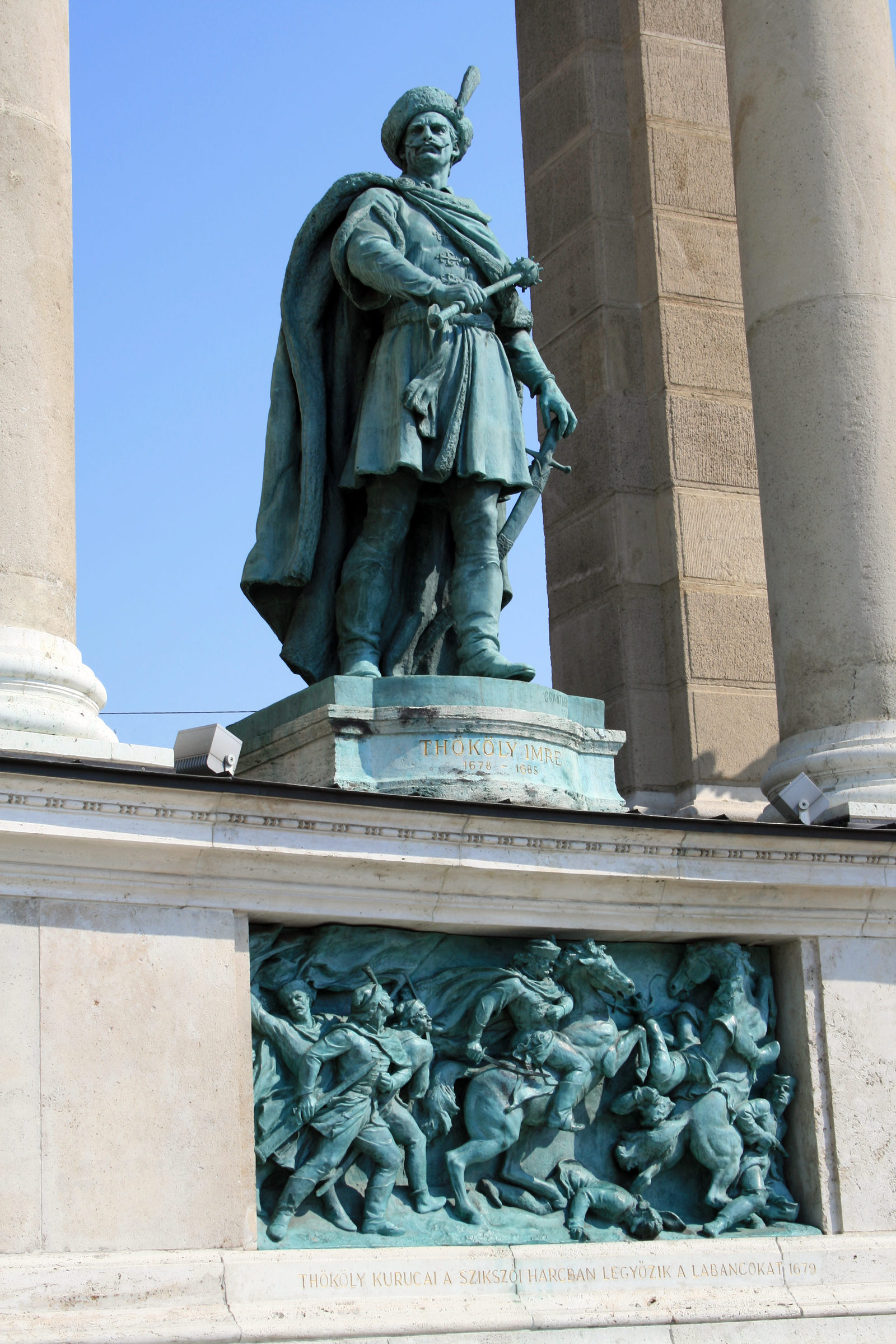
Thököly Imre szobra
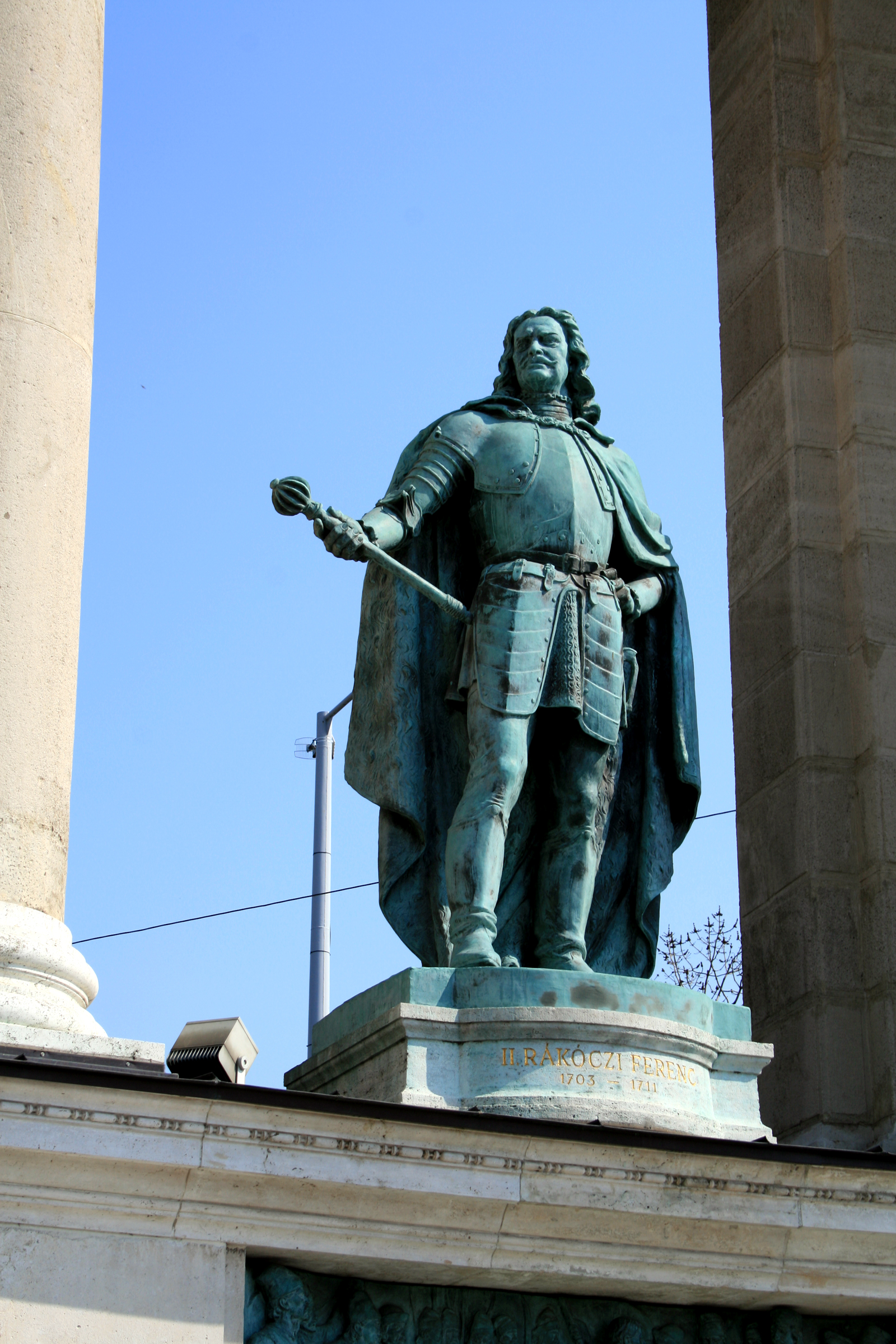
II. Rákóczi Ferenc szobra
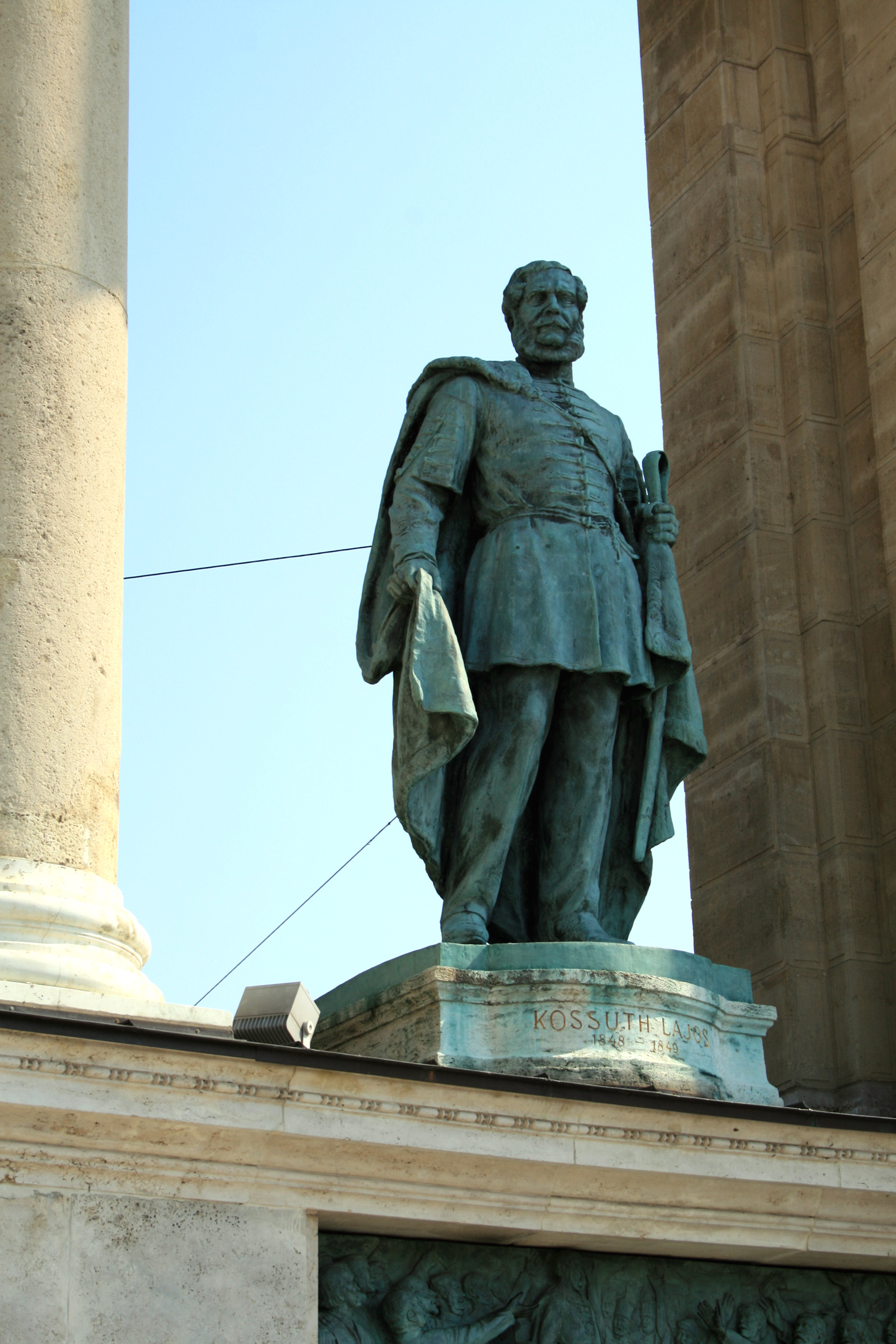
Kossuth Lajos szobra